# Pécsi-víz

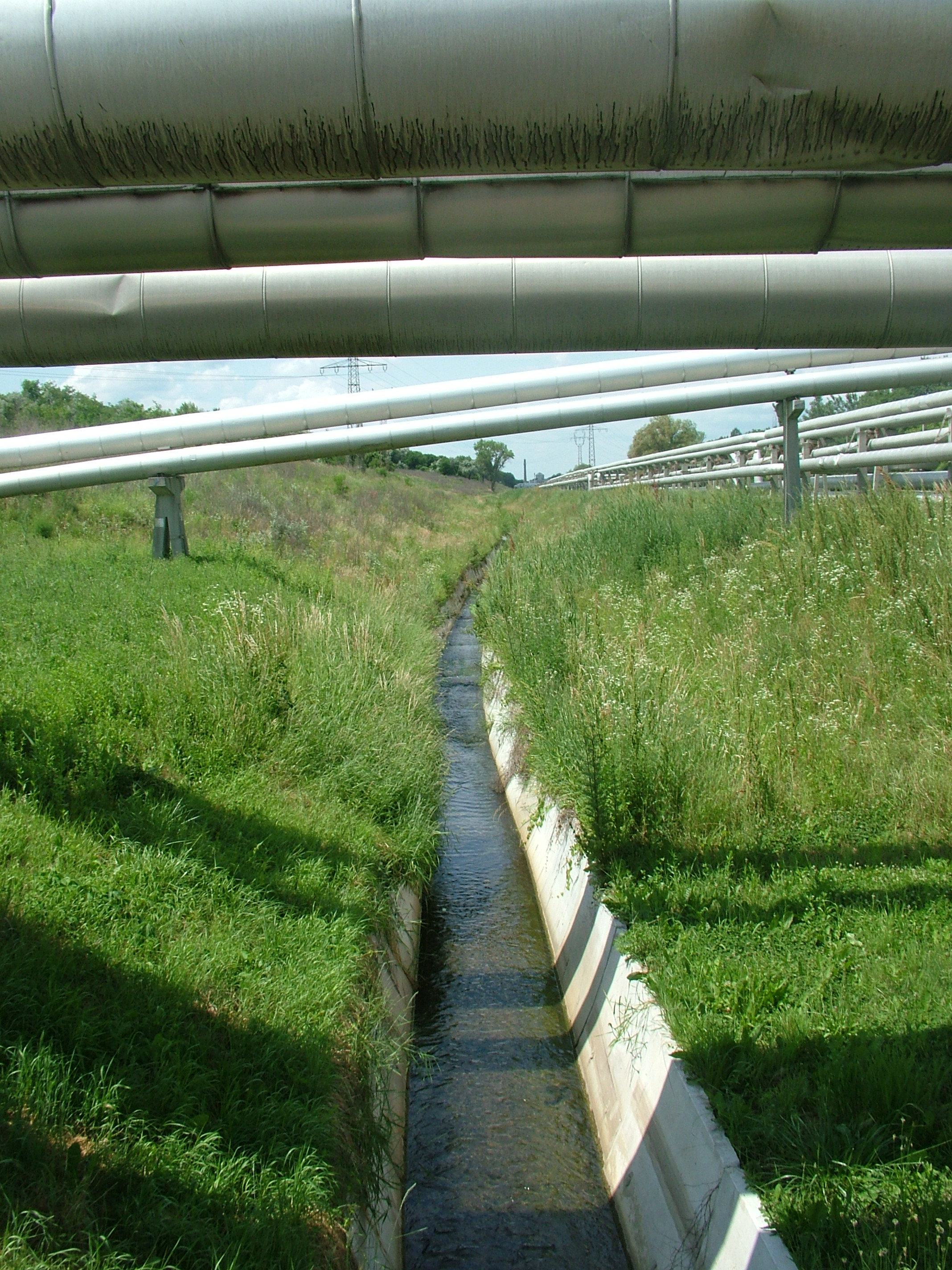
Pécsi-víz, felette a távfűtés vezetéke. Pécs, Tüskésréti út mellett.

A Pécsi-víz Pécsett ered, Baranya vármegyében. A patak forrásától kezdve délnyugati irányban a Pécsi-síkságon folyik keresztül, majd délkeletnek-délnek veszi útját egészen Szaporcáig, ahol beletorkollik a Fekete-vízbe.
A Pécsi-víz vízgazdálkodási szempontból az Alsó-Duna jobb part Vízgyűjtő-tervezési alegység működési területéhez tartozik.

## Mellékvizei
- Lámpási-árok
- Árpádi-árok
- Patacsi-vízfolyás
- Zóki-árok
- Bicsérdi-vízfolyás
- Gerdei-árok
- Vályogvető-árok
- Magyarteleki-árok
- Czindery-árok
- Bükkösdi-árapasztó
- Ócsárdi-patak
- Egerszegi-csatorna
- Kónica-patak
- Kémesi-árok

## Part menti települések
- Pécs
- Zók
- Pécsbagota
- Velény
- Gerde
- Kisasszonyfa
- Magyartelek
- Páprád
- Bogádmindszent
- Kórós
- Adorjás
- Drávapiski
- Kémes
- Szaporca